# Howard McGhee
Howard McGhee (6 de marzo de 1918 – 17 del 17 de julio de 1987) fue uno de los primeros trompetistas de bebop, junto con Dizzy Gillespie, Fats Navarro y Idrees Sulieman. Fue conocido por sus dedos rápidos y sus notas muy agudas. 

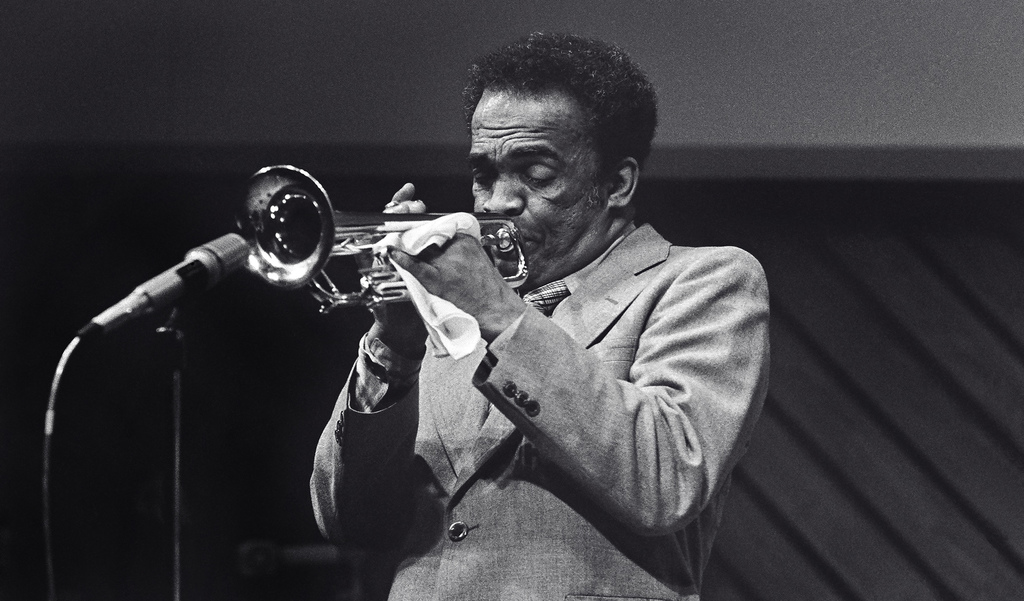
Howard McGhee

## Biografía
Howard McGhee creció en Detroit, Míchigan. Durante su carrera tocó en las bandas que dirigieron Lionel Hampton, Andy Kirk, Count Basie y Charlie Barnet. Él estaba en Los Ángeles en 1945 cuando Charlie Parker y Dizzy Gillespie llevaron la primera venda de be-bop a la costa oeste. McGhee se hizo amigo de Parker, quien se quedó en su apartamento después de que Gillespie y el resto de la banda regresaran a Nueva York. El trompetista tocó en varios de los registros innovadores que Parker hizo para la marca de Dial, e hizo importantes grabaciones de Dial con sus propios grupos. 

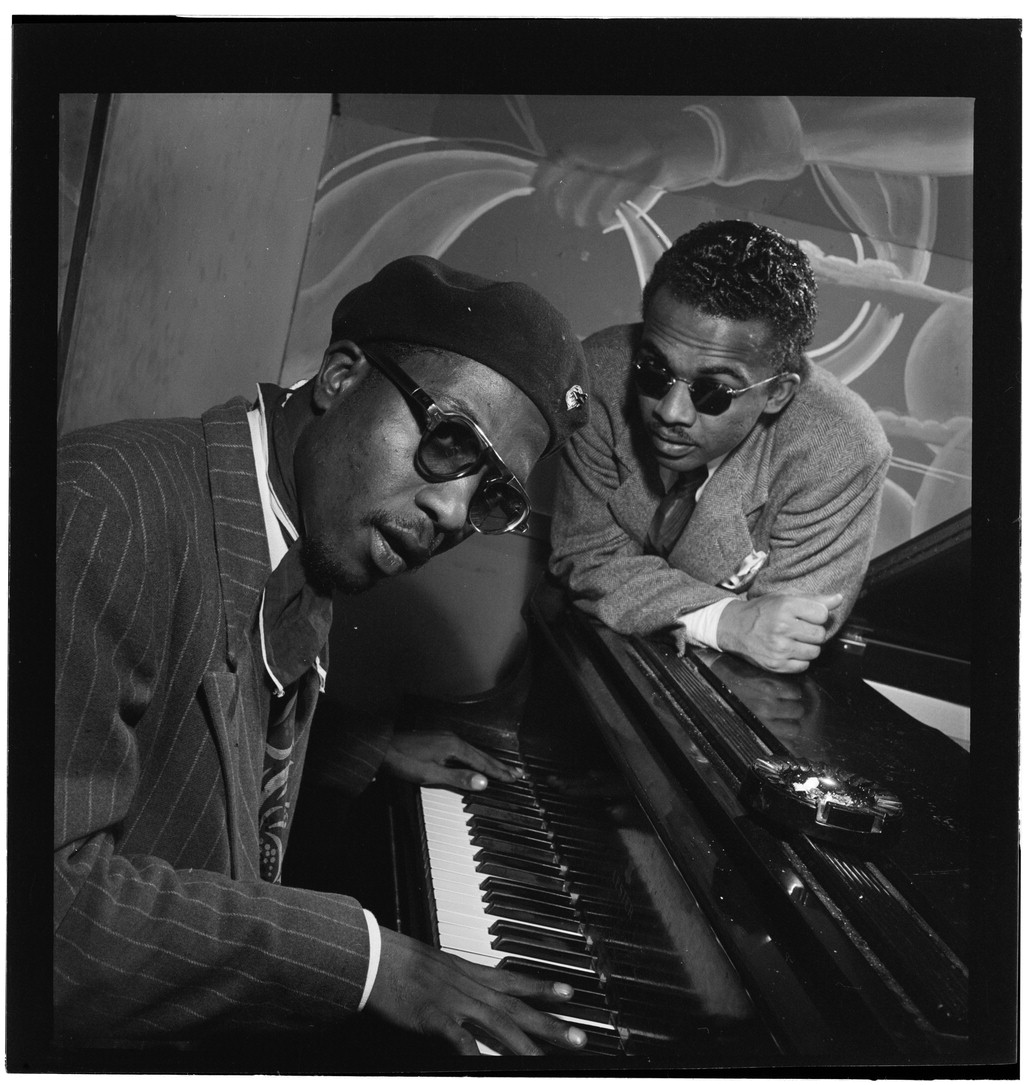
Thelonious Monk y Howard McGhee en Minton Playhouse. Septiembre 1947

En 1946–47, se organizaron algunas sesiones de grabación para el sello Dial en Hollywood con Charlie Parker y el grupo de Howard McGhee. La primera tuvo lugar el 29 de julio de 1946. Los músicos eran Charlie Parker  (s a), Howard McGhee (tp), Jimmy Bunn (p), Bob Kesterson (b) y Roy Porter (b). Los títulos tocados fueron "Max is Making Wax", "Lover Man", "The Gypsy" and "Be-bop".
McGhee continuó trabajando como sideman para Parker. Tocó en títulos como "Relaxin at Camarillo", "Cheers", "Carvin the Bird" y "Stupendous". A finales de 1940 y principios de los 50, el Sr. McGhee dirigió sus propios grupos y, brevemente, una big band. Recorrió el Pacífico, Japón y Corea del Sur con un grupo liderado por Oscar Pettiford, y apareció en innovadoras grabaciones de jazz afrocubano con la orquesta de Machito.
Tuvo muchos problemas con las drogas en los años 50, que afectaron a su carrera, pero resurgió en los años 60, tocando con Duke Ellington y apareciendo en muchas de las producciones de George Wein. En esa época hizo varias de sus grabaciones más impresionantes, incluyendo una con el cuarteto con el pianista Phineas Newborn Jr. 
Su carrera se volvió a eclipsar otra vez a mediados de los 60 y no grabó otra vez hasta 1976. Dirigió una big band intentando tener éxito en Nueva York desde finales de los 60.
McGhee tenía el tono amplio y brillante y la expansiva imaginación melódica de los grandes trompetistas de la era del swing. Pero su fluidez rítmica y su pensamiento armónico avanzado le ayudaron a convertirse en uno de los primeros solistas de gran banda en dominar las complejidades de be-bop. Grabó una serie de actuaciones clásicas con los principales modernos, incluyendo '' Boperation '', una batalla de trompetas con Fats Navarro en el sello Blue Note. 
Enseñó música en los años 70 en las aulas y en su apartamento en Manhattan, enseñando a músicos como Charlie Rouse.
Su forma de tocar tenía el tono y la imaginación melódica expansiva de los grandes trompetistas de la época. Pero su fluidez rítmica y armónica le ayudaron a convertirse en uno de los primeros solistas importantes de las grandes bandas en dominar las complejidades del bebop como puede apreciarse en el tema '' Boperation, '' una batalla de trompetas con Fats Navarro grabada en el sello Blue Note.

## Discografía

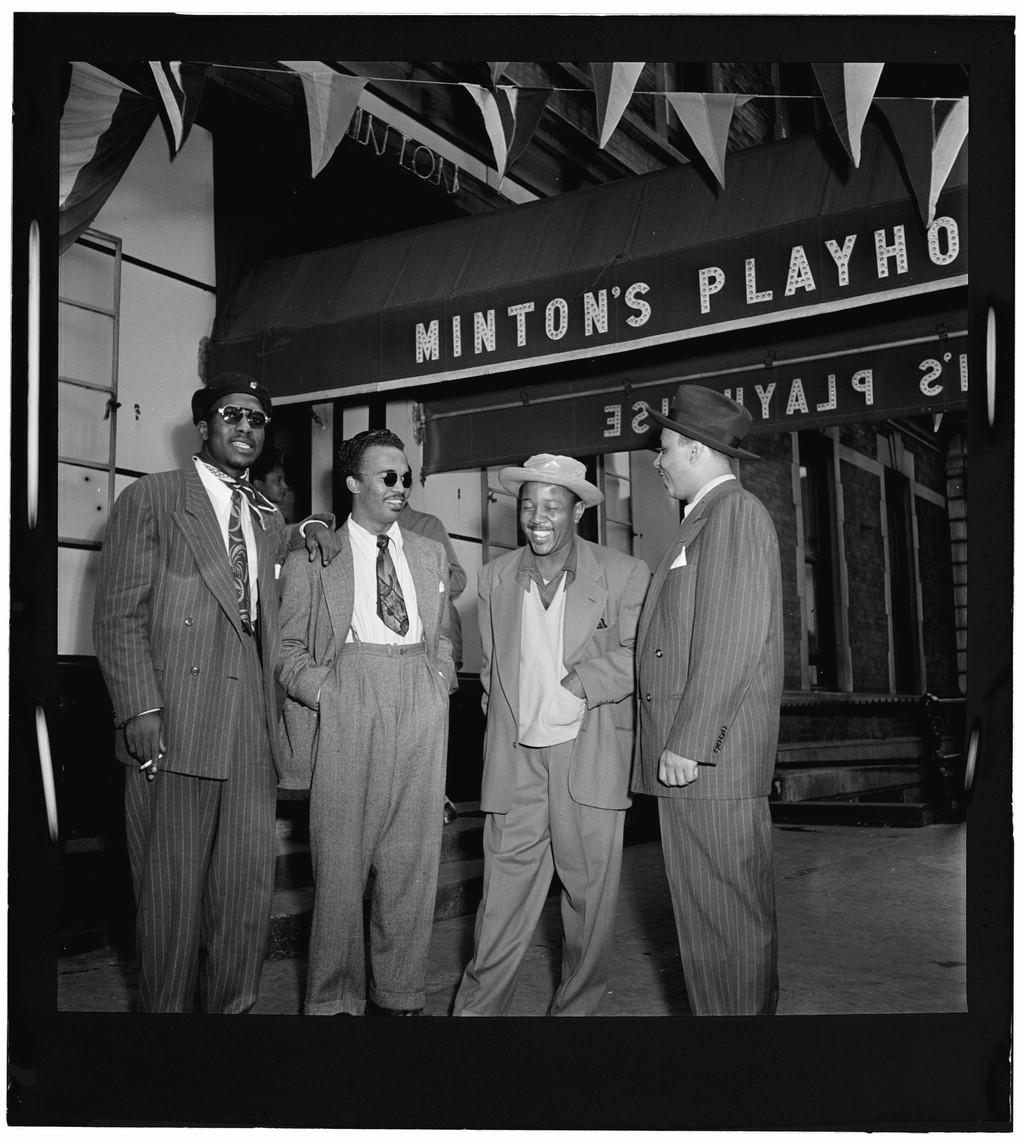
(De izquierda a derecha) Thelonious Monk, Howard McGhee, Roy Eldridge, Teddy Hill, Minton Playhouse, Nueva York, Sept. 1947

### Como líder
- 1946-7: Trumpet at Tempo (Dial) reeditado 1996
- 1948: Howard McGhee and Milt Jackson (Savoy) reeditado 1955 with Milt Jackson
- 1955: The Return of Howard McGhee (Bethlehem)
- 1956: Life Is Just a Bowl of Cherries (Bethlehem)
- 1960: Dusty Blue (Bethlehem)
- 1961: Together Again!!!! (Contemporary) – with Teddy Edwards
- 1961: Maggie's Back in Town!! (Contemporary)
- 1961: The Sharp Edge (Fontana)
- 1963: Nobody Knows You When You're Down and Out (United Artists)
- 1963: House Warmin'! (Argo)
- 1976: Here Comes Freddie (Sonet) – with Illinois Jacquet
- 1976: Just Be There (Steeplechase) with Horace Parlan, Kenny Clarke
- 1977: Jazzbrothers (Storyville)
- 1978: Home Run (Storyville)
- 1979: Wise in Time (Storyville)

### Como sideman
Con Dexter Gordon
- Bopland: The Legendary Elks Club Concert, L.A. 1947 (Savoy Jazz, 2004)

Con Johnny Hartman
- Songs from the Heart (1955)
- All of Me: The Debonair Mr. Hartman (1956)

Con James Moody
- Cookin' the Blues (Argo, 1961)

Con Don Patterson
- Boppin' & Burnin' (Prestige, 1968)

Con Joe Williams
- At Newport '63 (RCA Victor, 1963)